# Сан Пиетро ди Морубио
Сан Пиѐтро ди Мору̀био (на италиански: San Pietro di Morubio; на венециански: San Piero de Morubio, Сан Пиеро де Морубио) е малко градче и община в Северна Италия, провинция Верона, регион Венето. Разположено е на 19 m надморска височина. Населението на общината е 3008 души (към 2015 г.).